# Sharia4Belgium
Sharia4Belgium war eine 2010 gegründete islamistische Organisation in Belgien, die zum radikalen Salafismus gehörte. Ihr Sprecher war Fouad Belkacem alias Abu Imran. Die Organisation wollte Belgien reformieren und in einen islamischen Staat umbauen. Am 7. Oktober 2012 wurde die Organisation aufgelöst.
Fouad Belkacem sprach sich für die Todesstrafe für Homosexuelle aus und betete öffentlich für Osama bin Laden. Anfang April 2010 ordnete Innenministerin Annemie Turtelboom eine Beobachtung der Webaktivitäten der Organisation an, woraufhin der Provider die Website der Organisation vom Netz nahm. Sie tauchte jedoch wieder im Internet auf. 2011 sagte die Organisation, der Tod der Politikerin Marie-Rose Morel vom rechtspopulistischen Vlaams Belang sei eine gerechte Bestrafung durch Allah.
Belkacem wird eine Schlüsselrolle zugeordnet bei der Entsendung junger Muslime zum Kampf in den Organisationen IS und Al-Nusra-Front.
Fouad Belkacem wurde 2015 von einem  Gericht in Antwerpen wegen der ihm zur Last gelegten Radikalisierung junger Menschen zur Vorbereitung auf einen bewaffneten salafistischen Kampf zu einer Freiheitsstrafe von zwölf Jahren verurteilt.